# Компютърен хардуер
Компютърният хардуер (в миналото известен в България повече като компютърна апаратна част или компютърно апаратно осигуряване) е съвкупността от всички физически компоненти на компютъра, както и от всички периферни устройства като монитор, мишка, принтер, клавиатура и други.
Най-общо хардуерът обхваща всички компютри на дадено място, било то настолни, мобилни или сървърни машини. Състои се от няколко основни компонента, които съставляват всеки един компютър: централен процесор, дънна платка, оперативна памет. Към тях се добавят входно-изходни устройства, които преди години са били в един вид – например четец на перфокарти, телетип и принтер – а днес най-често са клавиатура, мишка и монитор, както и всевъзможни други устройства, които разширяват функционалността на компютъра: скенери, принтери, акустични системи, джойстик, графичен таблет, модем и други.

## Архитектура на фон Нойман
Основата на всички модерни компютри е архитектурата на фон Нойман, описана подробно през 1945 година на хартия от унгарския математик Джон фон Нойман. Той описва архитектурата на електронен цифров компютър с подразделения от централен процесор, следван от аритметично логическо устройство и процесорни регистри, контролер, съдържащ регистър с инструкции, и програмен брояч, памет в която да бъдат запаметени данните и инструкциите, външно съхранявани данни и входно-изходни механизми. Значението на термина се е развило до „програмируем компютър“, в които изпълняването на инструкция и операция с данни не могат да се появят по едно и също време, защото делят една и съща шина. Това се нарича фон Нойман „bottleneck“ и често ограничава производителността на системата.

## Различни системи
Има няколко различни видове компютърни системи в употреба.

### Персонален компютър
Персоналният компютър, още известен като PC, е един от най-разпространените типове компютри поради своята гъвкавост и сравнително ниска цена. Лаптопите обикновено са много подобни, но те могат да използват по-ниска мощност или компоненти с намален размер.

#### Кутия
Компютърната кутия е пластмасова или метална кутия, която съдържа повечето от компютърните компоненти.
Макар че кутията може да е както голяма, така и малка, това което е от най-голямо значение е форм факторът на дънната платка, за която кутията е създадена. Лаптопите са компютри, които обикновено притежават форм фактор от тип „мида“. Въпреки това, през последните години се появяват различни модификации, като например лаптопи с разскачаеми монитори, които служат като таблети.

#### Захранване
Захранващият блок (PSU – Power Supply Unit) преобразува променливия ток (AC) в електроенергия с ниско напрежение (DC), за да може да захвранва вътрешните компоненти на компютъра. Лаптопите са способни да работят с енергията от вградена или сменяема батерия за период от няколко часа.

#### Дъно
Дънната платка е основната съставна част на компютъра. Тя представлява голяма правоъгълна платка с вградена електрическа верига, която осъществява връзката с останалите части на компютъра като процесора, оперативната памет, твърдите дискове, както и всички периферни устройства, свързани към компютърната система.
Компонентите, които са директно свързани
към или част от дънната платка, включват:
- Процесорът (CPU – Central Processing Unit) изпълнява повечето от изчисленията, които позволяват на компютърната система да функционира правилно. Понякога бива посочват като „мозъка на компютъра“. Обикновено се охлажда с вентилатор. По-новите процесори включват вградена видеокарта (GPU – Graphic Processing Unit).
- Чипсетът, който включва северния мост (north bridge) представлява посредник в комуникацията между процесора и другите съставни части на компютърната система, включително основната памет.
- Оперативната памет (RAM – Random-Access Memory) съхранява кода и данните, които се четат активно от процесора.
- ROM (Read-Only Memory) – това е памет, която съхранява BIOS (Basic Input Output System). BIOS е програма, която се изпълнява, когато компютърът бъде включен. Тя включва както фърмуер за включване, така и фърмуер за управление на захранването. По-новите дънни платки използват UEFI (Unified Extensible Firmware Interface) вместо BIOS.
- Шини (Buses), които свързват процесора с различни вътрешни компоненти и платки за разширение за графика и звук.
- CMOS батерията също е прикрепена към дънната платка. Батерията е същата като тази на часовник или дистанционно за автомобил. Повечето батерии са CR2032, които захранват паметта за час и дата, съдържаща се в BIOS чипа.

#### Платки за разширение
Платка за разширение при компютрите е печатна плата, която може да бъде поставена в слот за разширение на дънната платка или платка за допълните функционалност на компютърната система чрез шината за разширение. Платките за разширение могат да бъдат използвани, за да се добавят или разширяват различни функции, които иначе не се предлагат от дънната платка.

#### Устройства за съхранение на данни
Устройствата за съхранение, често наричани просто памет, са компютърни компоненти или носители на информация, които съхраняват цифрови данни. Паметта е основен компонент на компютърната система.
Оперативна памет
Оперативната памет служи за съхранение на инструкциите за централния процесор и различни данни, използвани при неговата работа. В нея се съхраняват кодът на изпълняваната програма и данните, върху които се извършват операциите. От нея се изисква добро бързодействие.
Запаметяващи устройства
За дълготраен запис и съхранение на данни се използва друг вид памет – запаметяващи устройства. Твърдите дискове имат голям капацитет и ниска цена, но твърдотелните дискове са по-бързи, но значително по-скъпи. Цената на твърдотелните дискове (SSD), които съхраняват данни на флашпамет, са се понижили значително през последните години, правейки ги по-удачен избор от всякога, тъй като зареждат и четат файловете значително по-бързо.
Някои системи могат да използват контролери за дисков масив за по-добра производителност и надеждност.
За да се извърши прехвърлянето на данни между компютрите, могат да бъдат използвани USB флаш дискове и оптични дискове. Полезността им зависи от възможността им да бъдат прочетени от други компютърни системи. Повечето компютърни системи притежават оптичен диск, а на практика всички притежават и USB порт.

#### Входни и изходни периферни устройства
Устройствата за вход и изход са, обикновено, външни за компютърната кутия. Следните устройства са или стандартни или често срещани за повечето компютърни системи:
Входни
Входните устройства позволяват на потребителя да въвежда информация в системата или да контролира нейната работа. Повечето персонални компютри притежават мишка и клавиатура, но лаптопите обикновено използват тъчпад вместо мишка. Други входни устройства включват уебкамери, микрофони, джойстици и скенери.
Изходни
Изходните устройства показват информация във форма, четима от човек. Такива устройства включват принтери, високоговорители, монитори и други.

### Мейнфрейм компютър
Мейнфрейм компютър е много по-голям компютър, който обикновено се запълва в една стая и може да струва много, стотици или хиляди пъти колкото персонален компютър. Те са предназначени за извършване на голям брой изчисления за правителствата и големите предприятия.

### Ведомствени компютри
През 1960 и 1970 все повече и повече отдели започват да използват по-евтини и специални системи за специфични цели като процеса на контрол и лабораторна автоматизация.

### Суперкомпютър
Суперкомпютърът е подобен на мейнфрейм, но вместо това е предназначен за изключително взискателни изчислителни задачи. Към ноември 2013 г., най-бързият суперкомпютър в света е на Tianhe-2 в Гуанджоу, Китай.
Терминът „суперкомпютър“ не се отнася за конкретна технология. Вместо това показва най-бързите компютри на разположение по всяко време. В средата на 2011 г. най-бързите суперкомпютри постигат скорости над един петафлоп или 1000 трилиона операции с плаваща запетая в секунда. Суперкомпютрите са бързи, но изключително скъпи, така че те по принцип се използват от големи организации да изпълняват изчисления и взискателни задачи, които включват големи масиви от данни. Суперкомпютрите обикновено се използват за военни и научни приложения. Въпреки че те струват милиони, се използват и за търговски приложения, при които трябва да се анализират огромни обеми от данни. Например големите банки използват суперкомпютри за изчисляване на рисковете и възвръщаемостта на различни инвестиционни стратегии, а здравните организации ги използват, за да анализират гигантски бази данни с личните данни на пациентите, за да се определят оптималните процедури за различни заболявания и проблеми, пораждащи се в страната.

## Хардуерен ъпгрейд
При използване на компютърен хардуер „ъпгрейд“ означава добавяне на нов хардуер към компютъра, който подобрява ефективността му, добавя капацитет или нови функции. Така например потребителят може да извърши ъпгрейд на хардуера и да замени твърдия диск с SSD, за да получи по-голяма производителност или увеличаване на размера на файлове, които може да съхранява. Също така потребителят може да увеличи RAM, така че компютърът да работи по-бързо. Потребителят може да добави USB 3.0 платка за разширение, за да използва пълноценно USB 3.0 устройства. Такива хардуерни ъпгрейди може да са необходими за по-стари компютри, за да отговарят на системните изисквания на програмите си.